# Ahuatempa, Veracruz
Ahuatempa är en ort i Mexiko.   Den ligger i kommunen Soledad Atzompa och delstaten Veracruz, i den sydöstra delen av landet, 220 km öster om huvudstaden Mexico City. Ahuatempa ligger 2 164 meter över havet och antalet invånare är 358.
Terrängen runt Ahuatempa är bergig norrut, men söderut är den kuperad. Terrängen runt Ahuatempa sluttar norrut. Runt Ahuatempa är det ganska tätbefolkat, med 93 invånare per kvadratkilometer. Närmaste större samhälle är Orizaba, 13,6 km norr om Ahuatempa. I omgivningarna runt Ahuatempa växer i huvudsak blandskog.